# Karl Walter Lindenlaub
Karl Walter Lindenlaub (Brema, 19 giugno 1957) è un direttore della fotografia tedesco.

## Filmografia parziale
- Fantasmi ad Hollywood (Hollywood-Monster), regia di Roland Emmerich (1987)
- Moon 44 - Attacco alla fortezza (Moon 44), regia di Roland Emmerich (1990)
- I nuovi eroi (Universal Soldier), regia di Roland Emmerich (1992)
- Stargate, regia di Roland Emmerich (1994)
- L'ultimo cacciatore (Last of the Dogmen), regia di Tab Murphy (1995)
- Rob Roy, regia di Michael Caton-Jones (1995)
- Independence Day, regia di Roland Emmerich (1996)
- Qualcosa di personale (Up Close & Personal), regia di Jon Avnet (1996)
- The Jackal, regia di Michael Caton-Jones (1997)
- L'angolo rosso - Colpevole fino a prova contraria (Red Corner), regia di Jon Avnet (1997)
- Haunting - Presenze (The Haunting), regia di Jan de Bont (1999)
- Pretty Princess (The Princess Diaries), regia di Garry Marshall (2001)
- Un corpo da reato (One Night at McCool's), regia di Harald Zwart (2001)
- Colpevole d'omicidio (City by the Sea), regia di Michael Caton-Jones (2002)
- Un amore a 5 stelle (Maid in Manhattan), regia di Wayne Wang (2002)
- Due amiche esplosive (The Banger Sisters), regia di Bob Dolman (2002)
- Indovina chi (Guess Who), regia di Kevin Rodney Sullivan (2005)
- Il mio amico a quattro zampe (Because of Winn-Dixie), regia di Wayne Wang (2005)
- Black Book (Zwartboek), regia di Paul Verhoeven (2006)
- Donne, regole... e tanti guai! (Georgia Rule), regia di Garry Marshall (2007)
- Le cronache di Narnia - Il principe Caspian (The Chronicles of Narnia: Prince Caspian), regia di Andrew Adamson (2008)
- Ninja Assassin, regia di James McTeigue (2009)
- L'incredibile storia di Winter il delfino (Dolphin Tale), regia di Charles Martin Smith (2011)
- Bulletproof Man (Kill the Irishman), regia di Jonathan Hensleigh (2011)
- Una vita da gatto, regia di Barry Sonnenfeld (2016)
- The Boy - La maledizione di Brahms (Brahms: The Boy II), regia di William Brent Bell (2020)
- Amrum, regia di Fatih Akın (2025)